# Старокульшариповский сельсовет
Старокульшариповский сельсовет — сельское поселение в Асекеевском районе Оренбургской области Российской Федерации.
Административный центр — село Старокульшарипово.

## История
9 марта 2005 года в соответствии с законом Оренбургской области № 1893/321-III-ОЗ образовано сельское поселение Старокульшариповский сельсовет, установлены границы муниципального образования.

## Население
| 2010  | 2012  | 2013  | 2014  | 2015  | 2016  | 2017  |
| ----- | ----- | ----- | ----- | ----- | ----- | ----- |
| 1295  | ↘1258 | ↘1231 | ↘1212 | ↘1173 | ↘1145 | ↘1099 |
| 2018  | 2019  | 2020  | 2021  |       |       |       |
| ↘1076 | ↘1042 | ↘1004 | ↘984  |       |       |       |

## Состав сельского поселения
| № | Населённый пункт  | Тип населённого пункта       | Население |
| - | ----------------- | ---------------------------- | --------- |
| 1 | Мулланур          | посёлок                      | 190       |
| 2 | Новокульшарипово  | село                         | 192       |
| 3 | Старокульшарипово | село, административный центр | 913       |